# Pierre François Aubry
Pour les articles homonymes, voir Aubry.
Pierre François Joseph Aubry est un homme politique français né le 8 mai 1789 à Cambrai (Nord) et décédé le 25 mai 1861 à Avesnes-sur-Helpe (Nord).

## Biographie
Négociant, puis notaire, il est aussi ingénieur du cadastre à Montauban et président d'une société d'agriculture. 
Conseiller général, il est député du Nord de 1848 à 1851, siégeant avec les républicains soutenant le général Cavaignac, puis à gauche.
Son portrait gravé fut réalisé par l'artiste Ignace-François Bonhommé, dans le cadre d'une commande de l'Assemblée visant à célébrer les épisodes révolutionnaires de 1848 et leurs principaux protagonistes.

## Sources
- « Pierre François Aubry », dans Adolphe Robert et Gaston Cougny, Dictionnaire des parlementaires français, Edgar Bourloton, 1889-1891 [détail de l’édition]